# Max Karl zu Hohenlohe-Langenburg
Max Karl Joseph Maria Prinz zu Hohenlohe-Langenburg (* 21. Juli 1901 in Toblach, Tirol, Österreich-Ungarn; † 27. Juli 1943 in Stuttgart) war ein Künstler und Literat aus dem Kreis des europäischen Hochadels und leistete seit 1933 aus der Emigration nach Frankreich zunehmenden publizistischen Widerstand gegen das NS-Regime. Als politisch engagierter Journalist und Aktivist im Saarkampf geriet er ins Visier des NS-Staates und wurde nach der freiwilligen Rückkehr in die Heimat wegen seiner NS-kritischen Schriften und Aktionen des Hochverrats bezichtigt. Das 1942 vom Volksgerichtshof verhängte Todesurteil wurde im Juli 1943 in Stuttgart vollstreckt.

## Herkunft
Prinz Max Karl entstammte einer im späten 18. Jahrhundert entstandenen katholischen Seitenlinie des Hauses Hohenlohe-Langenburg und gehörte damit zum europäischen Hochadel. Der Sitz der Linie befand sich in Rothenhaus bei Komotau in Böhmen.
Sein Vater war Prinz Max zu Hohenlohe-Langenburg (1861–1935), der seit 1891 mit Karoline (1867–1945), geborene Gräfin zu Sayn-Wittgenstein-Berleburg, verheiratet war. Prinz Max Karl hatte noch eine ältere Schwester namens Marie Therese (1895–1974), die 1916 den bürgerlichen Pharmazeuten Otto Kohleisen heiratete. Aus der früh gescheiterten und geschiedenen Ehe der Schwester gingen drei Töchter hervor. Prinz Max Karls Großvater Ludwig Karl Gustav zu Hohenlohe-Langenburg erlitt 1866 in der Schlacht bei Königgrätz eine tödliche Verwundung.

## Lebenslauf
Von 1912 bis 1914 besuchte Max Karl Prinz zu Hohenlohe-Langenburg das Gymnasium des Klosters Ettal. Seit 1914 erhielt er bei seinen Eltern in Meran weiteren Gymnasialunterricht durch Privatlehrer, ohne jemals ein Reifezeugnis zu erlangen.
Ab dem 19. Lebensjahr strebte er den Beruf des Künstlers an. Er fand in Jan Thorn Prikker 1920 seinen Lehrer an der Kunstgewerbeschule in München. Er befasste sich zumeist mit Darstellungen von Personen auf Glasmosaiken, die unter anderem auch von Philipp Rosenthal auf zwei seiner Porzellanvasen genommen wurden. 1922 kamen Hohenlohes gesamte bei Prikker entstandenen Arbeiten zur Ausstellung der Dombauhütte des Professors Peter Behrens bei der Deutschen Gewerbeschau in München, wo er zudem die Dombauhütte mit ornamentalen Wandmalereien ausstatten durfte. Des Weiteren befasste sich Hohenlohe in den Jahren 1921 und 1922 mit dem Ausmalen eines Gedichtbandes von Hedwig Caspari.
1924 verbüßte Hohenlohe eine fünf Monate dauernde Haftstrafe wegen mehrerer Sittlichkeitsvergehen. Auf Grund dieser Zäsur beendete er seine künstlerischen Ambitionen. Eine Erbschaft ermöglichte ihm stattdessen größere Reisen, durch die er sich allmählich zum Reiseschriftsteller entwickelte. Dazu inspiriert hatte ihn der Arbeiterdichter Heinrich Lersch, den er auf der Insel Capri erstmals traf und auf weiteren Reisen begleitete. Durch seine literarische Betätigung ergaben sich Kontakte und Bekanntschaften zu einigen namhaften Schriftstellern wie etwa Thomas Mann, Joseph Roth, Lion Feuchtwanger, Joachim Ringelnatz, Ernst Glaeser und Gustav Regler.
Nach der Übernahme der Macht durch die Nationalsozialisten emigrierte Hohenlohe nach Frankreich. Von dort mischte er sich in den Saarkampf ein. Er engagierte sich gegen eine Rückgliederung des Saargebiets an das Deutsche Reich, solange dort die Diktatur nicht überwunden war. Am 3. November 1934 veröffentlichte der Deutsche Reichsanzeiger die dritte Ausbürgerungsliste des Deutschen Reichs, durch welche er ausgebürgert wurde. Nach dem Beginn des Zweiten Weltkriegs wurde Hohenlohe in Frankreich als unerwünschter Ausländer interniert und schloss sich 1940 der französischen Fremdenlegion an, die ihn nach Algerien führte.
1942 entschied er sich zur Rückkehr nach Deutschland, nachdem ihm von einem deutschen Offizier zugesichert worden war, dass seine politische Vergangenheit ihm nicht zur Last gelegt würde. Ungeachtet dessen wurde er am 26. Oktober 1942 wegen Hochverrats angeklagt und am 12. Dezember 1942 vom Ersten Senat des Volksgerichtshofs unter Vorsitz von Roland Freisler zum Tode verurteilt. Am 27. Juli 1943 wurde Hohenlohe in Stuttgart enthauptet und seine Leiche der Universität Heidelberg für Forschungszwecke zur Verfügung gestellt. 1950 veranlasste die Universität die anonyme Bestattung. Erst 2001 erhielt Hohenlohe mit weiteren bis dahin anonym bestatteten NS-Hinrichtungsopfern eine mit Namen versehene Ehrentafel auf dem Heidelberger Bergfriedhof.

## Persönliches
Wegen ständigen Geldmangels befand sich Max Karl Prinz zu Hohenlohe-Langenburg in juristischen Auseinandersetzungen mit den Geschwistern seines Vaters, insbesondere seinem Onkel Gottfried, Prinz zu Hohenlohe-Langenburg (1860–1933), der den Hauptteil des Vermögens und der Liegenschaften am Hauptsitz Rothenhaus in seinen Besitz gebracht hatte.
Wegen homosexueller Handlungen an Minderjährigen, die sich über den Zeitraum von 1921 bis 1923 erstreckten, wurde Hohenlohe von Februar bis Ende Juni 1924 ins Münchner Gefängnis Stadelheim eingewiesen.
Wegen der ständigen Geldsorgen schloss er am 3. Juni 1931 in London eine Scheinehe mit der Italienerin Louisa Georgina Pasquero. Die Ehe diente der Braut lediglich zum Führen des Namens Luise Prinzessin zu Hohenlohe-Langenburg und beinhaltete die vertragliche Verpflichtung zur Zahlung von 300.000 Franken an den Bräutigam. Da seine Frau wegen ihrer hohen Spielschulden lediglich einen Teil der Summe zahlte, kam es zu Scheidungsklagen. All diese Skandale machten Max Karl Prinz zu Hohenlohe-Langenburg schon früh zu einem krassen Außenseiter seiner Familie, was durch seine spätere politische Haltung weiter vertieft wurde.

## Veröffentlichungen (Auszug)
- Seit Mitte der Zwanziger Jahre betätigte sich Max Karl Prinz zu Hohenlohe-Langenburg als Reisejournalist für verschiedene deutsche, österreichische und schweizerische Zeitschriften.
- Berichterstattung über eine Reise rund um Afrika im Berliner Tageblatt, 1929
- Berichte über Reisen nach Nord- und Südamerika sowie in die Südsee im Berliner Lokal-Anzeiger, 1930
- Erster politischer Artikel 1932 im Berliner Tageblatt wegen seiner von den Franzosen verhängten Ausweisung aus Tanger, weil er als Deutscher gemäß den Bestimmungen des Versailler Vertrags kein Aufenthaltsrecht im französischen Protektorat Marokko habe.
- Auszüge des geplanten autobiografischen Buchs Der Vater erschienen 1934 in der holländischen Exilzeitschrift Die Sammlung.
- Gespräche mit Röhm, Pariser Tageblatt, Bd. 2, 15. Juli 1934, Nr. 215: S. 1 f.
- Sein Erlöser: Erinnerungen an Röhm, Pariser Tageblatt, Bd. 2, 16. Juli 1934, Nr. 216: S. 1. u. 3
- Letzter Besuch im Dritten Reich, Pariser Tageblatt, Bd. 2, 22. Juli 1934, Nr. 222: S. 1 und Nr. 223, S. 1
- Ein salomonisches Urteil. Erlebnis auf den Pariser Boulevards , Pariser Tageblatt, Bd. 2, 30. Juli 1934, Nr. 230: S. 3
- Offener Brief an seine Mutter im Emigrantenblatt Das Neue Tage-Buch, mit dem er sich gegen den Anschluss Österreichs aussprach, den seine Mutter öffentlich befürwortet hatte.